# لواء زفورنيك

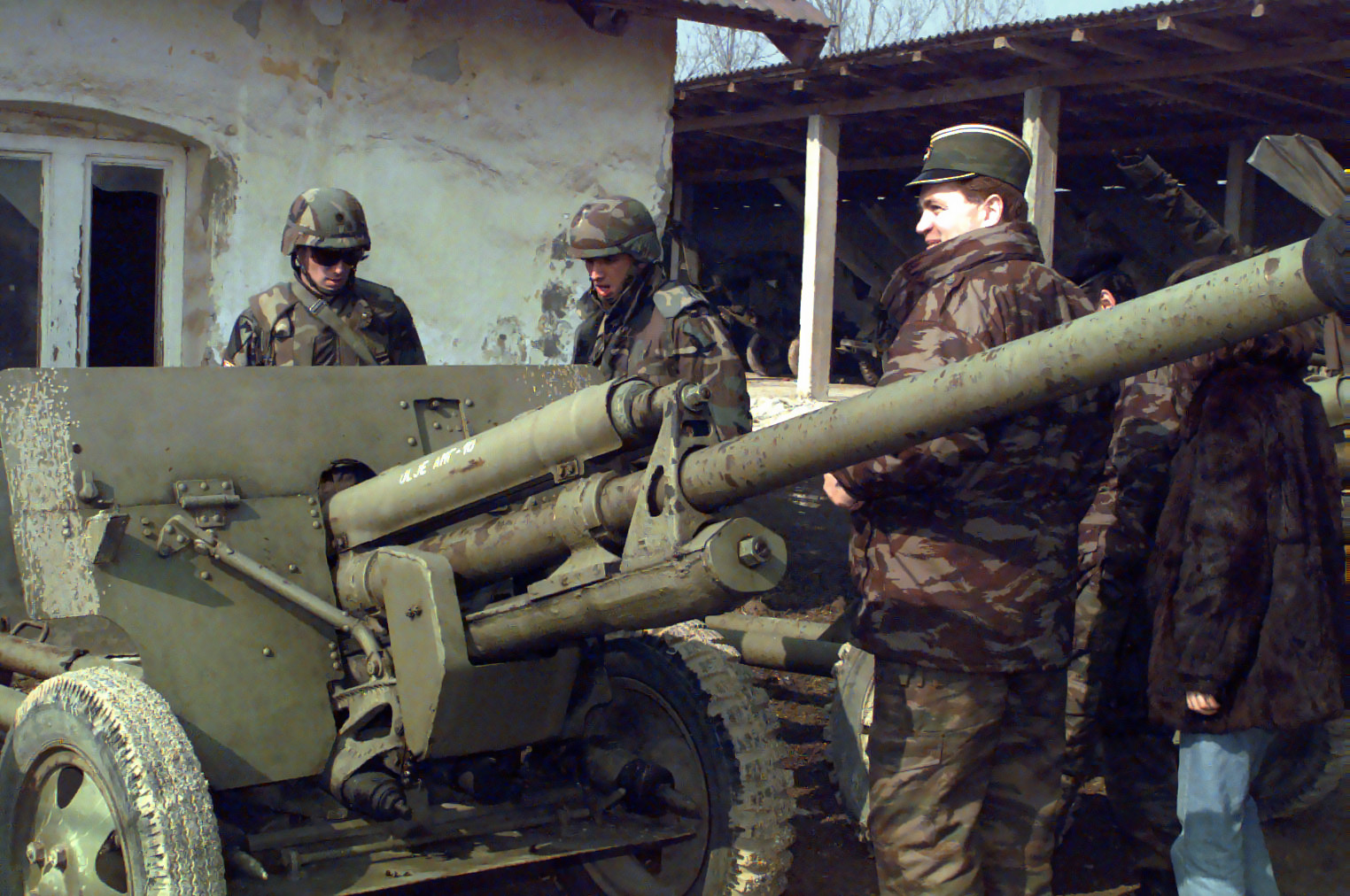
العقيد باندوريفيتش، قائد لواء زفورنيك الأول، جيش جمهورية صربيا خلال عملية المسعى المشترك.

لواء زفورنيك الأول كان لواء في جيش جمهورية صرب البوسنة ومقره زفورنيك. كان اللواء معروفا وحوكم باستثناء ماركو ميلوسيفيتش على فظائع حقوق الإنسان التي ارتكبها ضد مسلمي البوسنة والهرسك خلال حرب البوسنة والهرسك 1992-1995. من بين الأعضاء البارزين في لواء زفورنيك ميلوسيفيتش ودراغان أوبرينوفيتش وميلوراد تربيتش والعميد فينكو باندوريفيتش.